# Glitter/Fated
Glitter/Fated è il quarantunesimo singolo della cantante giapponese Ayumi Hamasaki, pubblicato il 18 luglio 2007. Glitter/Fated è il primo singolo del 2007 per la cantante ed il primo ad oltre un anno dalla pubblicazione di Blue Bird del giugno 2006. Anziché produrre due video musicali per i due brani del singolo, è stata prodotto un cortometraggio contenente entrambe le canzoni con protagonisti la Hamasaki e l'attore di Hong Kong Shawn Yue.

## Tracce
CD Maxi Single
CD
1. glitter (Ayumi Hamasaki, Kazuhiro Hara, HΛL)
2. fated (Ayumi Hamasaki, Shintaro Hagiwara, Akihisa Matsuura)
3. Secret (Ayumi Hamasaki, Yukumi Tetsuya)
4. Glitter (Instrumental)
5. Fated (Instrumental)

DVD
1. Kyo Ai ～Distance Love～ (距愛 ～Distance Love～?) (Cortometraggio)

## Classifiche
| Classifica (2007)                        | Posizione più alta |
| ---------------------------------------- | ------------------ |
| Oricon Weekly Singles Chart              | 1                  |
| Recochoku Chaku-Uta                      | 3 / 9              |
| Recochoku Chaku-Uta Melody               | 3 / 6              |
| Recochoku Chaku-Uta All                  | 3 / 8              |
| Mu-mo Song Download Chart                | 1 / 1              |
| Dwango Truetone Ringtones (Chaku Uta)    | 5                  |
| Dwango Polyphonic Ringtones (Chaku Mero) | 2                  |